# チオール

チオールの一般構造式

チオール (thiol) は水素化された硫黄を末端に持つ有機化合物で、メルカプタン類 (mercaptans) とも呼ばれる。チオールは R-SH（R は有機基）で表される構造を持ち、アルコールの酸素が硫黄で置換されたものと等しいことから、チオアルコールとも呼ばれる。また置換基として呼称される場合は、そのままチオール基と呼ばれたり、スルファニル基、水硫基、スルフヒドリル基と呼称されることもある。また、昔ながらのメルカプト基と呼ばれることもある。

## 命名
チオールの命名は SH が結合している炭素を位置番号で示し、骨格の炭化水素の名前を続け、語尾 e に接尾語 -thiol を続ける（IUPAC命名法）。
（例）CH3−SH : メタンチオール (methanethiol)
SH 基を表す接頭語は、sulfanyl- である。かつては mercapto- が使われていたが、現在は推奨されない。
（例）HO−CH2CH2−SH : 2-スルファニルエタノール (2-sulfanylethanol)

## 臭い
多くのチオールは特異的な悪臭をもつ。システインなどの含硫黄アミノ酸は分解されてチオールを生じる。生物の進化の過程において、このチオールを嗅覚で検知する遺伝形質が選択されたことで、生物（蛋白質）の腐敗を感知する能力が獲得された、という説がある。この悪臭は低濃度でもヒトをはじめとする生物が感知するため、ガス施設などのガス漏れ検知剤や、都市ガスの付臭剤（ガス漏れにすぐ気づくように微量のチオールが添加されている）として使われる。しかしながら、このにおいは細胞に吸着しやすいのが難点である。1978年エール大学のRobert H. Crabtreeは銅(I)イオンがチオールに対して高い親和性を示し、これが嗅覚の金属受容体の候補ではないかと論文を発表した。2016年に米国と中国の化学者チームによって、不快なにおい分子を検知する受容体が鼻の粘液中に存在する銅粒子とも結合することで、チオールの感知強度をおよそ1000倍にも増幅することが判明した。
エタンチオールはギネスブックにおいて世界一臭い化合物とされている。ドリアンの臭いの主要成分は1-プロパンチオール（C3H7SH）である。

## 性質
酸性度
チオールの水素は相当するアルコールの水素に比べて高い酸性度（小さい pKa 値）を示す。水素が解離した後にできるアニオンは、チオラートアニオンの場合はSの3p軌道に最外殻電子があるのに対して、アルコキシドアニオンの場合はOの2p軌道である。より外側である3p軌道のほうが軌道が大きく電子密度が低いために、アニオンの安定性の違いが生じる。
沸点
S-H 間の分極が弱く、アルコールよりも分子間の水素結合が弱いため、アルコールと相当するチオールの沸点を比べたときにアルコールの方が沸点が高い傾向を示す。
水溶性
同じく水素結合が弱いため、アルコールより水溶性が低い傾向にある。
塩基
その共有結合性の高さからソフトな塩基として作用し、特に水銀など後周期金属化合物と強い結合を作りやすい。
酸化
酸素、過酸化水素などの酸化剤によって容易に酸化され、アルキル鎖が対称なジスルフィドを形成する。

### 例

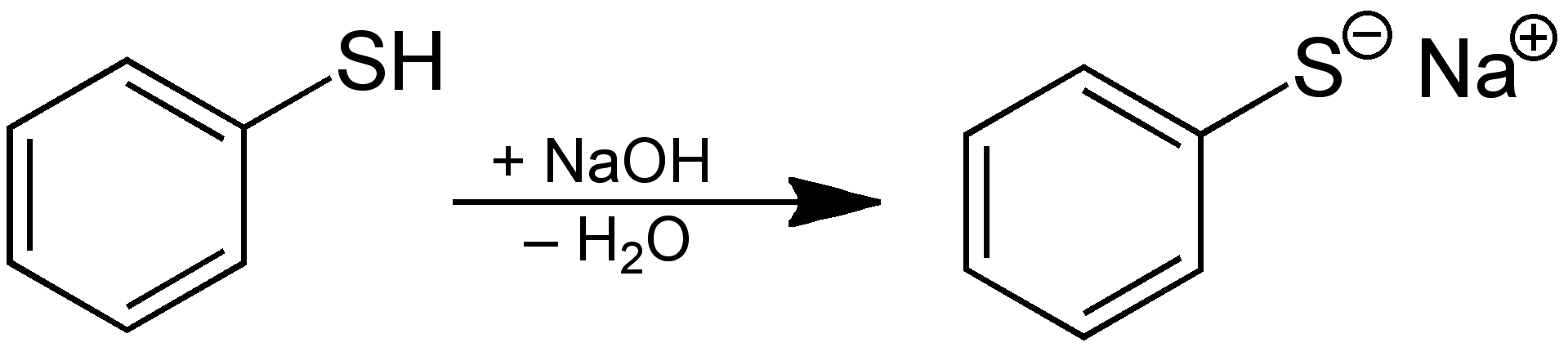

生化学で最も重要なチオールの一つは、補酵素A (CoA) である。これは補酵素Aのチオール基 (SH) とアシル基が結合したチオエステルから容易にアシル基が転移する性質に由来する。アミノ酸の一種であるシステインも、チオールの一種である。

### 自己組織化単分子膜
チオール基とジスルフィド基は金、銀、銅、白金、パラジウム、水銀など様々な金属表面で自己組織化単分子膜 (SAM) を形成する。特に金基板は幅広く使用される。

## 合成法
ハロゲン化アルキルをアルカリの存在下に硫化水素と反応させると生成する。この反応では系中で水硫化ナトリウム NaSH が発生し、これがハロゲン原子と求核置換することによって、アルキル基上に硫黄原子が導入される。あらかじめ単離した水硫化ナトリウムを用いてもよい。
{\displaystyle {\ce {{H2S}+ NaOH -> {NaSH}+ H2O}}}
{\displaystyle {\ce {{R-Br}+ NaSH -> {R-SH}+ NaBr}}}
上記の反応では、条件によっては生成したチオールがさらにハロゲン化アルキルと反応し、スルフィド RSR が副生する場合がある。ハロゲン化アルキルとチオ尿素を反応させ、得られたイソチオ尿素塩をアルカリ加水分解すると、選択的にチオールのみを得ることができる。
{\displaystyle {\ce {{R-Br}+S=C(NH2)2->R-S-C(=NH)NH2\cdot HBr}}}
{\displaystyle {\ce {{R-S-C(=NH)NH2}\cdot {HBr}+{NaOH}+{H2O}->{R-SH}+{\frac {1}{2}}NCNHC(=NH)NH2+{NaBr}+H2O}}}
ハロゲン化アルキルとチオ酢酸カリウムの反応により得られるチオエステルを加水分解する方法も良く用いられる。この加水分解反応は酸・塩基両方の条件下で進行する。
{\displaystyle {\ce {{R-Br}+ KSC(=O)CH3 -> R-S-C(=O)CH3}}}
{\displaystyle {\ce {{R-S-C(=O)CH3}+ H2O -> {R-SH}+ HO-C(=O)CH3}}}
ほかに、ジスルフィドを水素化ホウ素ナトリウムやホスフィン類を用いて還元させたり、グリニャール試薬を硫黄分子で処理する方法も用いられる。

## 主な化合物
- メタンチオール
- エタンチオール
- チオフェノール
- システイン
- グルタチオン
- 4-メルカプト安息香酸

## 事故
2013年1月21日、フランス、ルーアンの工場からチオールが漏出。臭気がパリを含むフランス北部一帯のほか、イングランドまで到達し、身体の不調を訴える住民が続出する騒ぎとなった。